# Anu Tali
Anu Tali (ur. 18 czerwca 1972 w Tallinnie ) – estońska dyrygentka. Jest współzałożycielką Nordic Symphony Orchestra. Obecnie pełni funkcję dyrektora muzycznego Sarasota Orchestra.

## Życiorys
Początkowo uczyła się gry na fortepianie. W 1991 ukończyła liceum muzyczne w Tallinnie i kontynuowała studia w Estońskiej Akademii Muzycznej w klasie dyrygentury Kuno Arenga, Toomasa Kaptena i Roman Matsova. W 1995 uczestniczyła w kursach mistrzowskich prowadzonych przez Jormę Panulę w Akademii Sibeliusa w Helsinkach. W latach 1998–2000 studiowała w Konserwatorium Petersburskim u Ilji Musina i Leonida Kortschmara.
W 1997 Anu Tali i jej bliźniacza siostra Kadri założyły Nordic Symphony Orchestra, w której Anu jest dyrygentem, a Kadri dyrektorem . W skład orkiestry wchodzi 90 młodych muzyków z Estonii, Finlandii, Rosji, Wielkiej Brytanii, Stanów Zjednoczonych i innych krajów. Orkiestra wykonuje pięć serii koncertów rocznie, z których każda ma własny temat wiodący. W 2002 orkiestra pod batutą Tali nagrała debiutancką płytę Swan Flight dla wytwórni Finlandia/Warner Classics, na której znalazły się dwa prawykonania suit orkiestrowych Veljo Tormisa – Ookean (Ocean) i Luigelend (Swan Flight). Za to nagranie Tali otrzymała nagrodę Echo Klassic w kategorii Young Artist of the Year 2003.
Występowała z Estońską Narodową Orkiestrą Symfoniczną i dyrygowała gościnnie w Finlandii, na Łotwie, Słowacji, w Rosji, Austrii, Szwecji i w Niemczech. Od 2002 była dyrygentem estońskiej opery Vanemuine w Tartu, a w latach 2004–2005 prowadziła Japan Philharmonic Orchestra i New Jersey Symphony .
W styczniu 2005 zadebiutowała w Stanach Zjednoczonych dyrygując New Jersey Symphony Orchestra. Latem 2006 wzięła udział w Savonlinna Opera Festival z nową inscenizacją Carmen Bizeta, a także dyrygowała Mozarteum Orchestra Salzburg podczas Festiwalu w Salzburgu. W czerwcu 2013 objęła stanowisko dyrektora muzycznego Sarasota Orchestra z Florydy. Zgodnie z dwukrotnie przedłużanym kontraktem, funkcję tę ma pełnić do 2019.